# ايكيتجيت
ايكيتجيت هي قرية صغيرة في مقاطعة كمبريا الإنجليزية، لفت تطوير توربينات الرياح في إيدن فالي الانتباه إلى ايكيتجيت. تخطط شركة تدعى هارموني للطاقة المحدودة لإقامة صاري بإرتفاع 77 مترا (253 قدما) في باروك إند فارم في ايكيتجيت، وتعارض مجموعة الحملة NO2AWT هذه الخطط. 